# Auboranges
Auboranges is een gemeente en plaats in het Zwitserse kanton Fribourg, en maakt deel uit van het district Glâne.
Auboranges telt 285 inwoners.